# Epifania (gravura)
Epifania (1550 - 1553) é uma gravura feita por Michelangelo que está localizada no Museu Britânico, em Londres.
Essa gravura é um esboço de um quadro que Michelangelo nunca chegou a pintar, mas que viria a servir de inspiração para Ascanio Condivi. Era tido como a representação de Jesus sendo recebido pelos Três Reis Magos, porém estudos mais recentes indicam que a figura central da gravura é a Virgem Maria, rodeada por possíveis irmãos de Jesus. 